# Chyše
Chyše − miasto w Czechach, w kraju karlowarskim. 
Według danych z 1 stycznia 2024, liczba mieszkańców miasta wynosi 591 osób (2574. miejsce w kraju wśród miejscowości; 595. miejsce wśród miast).

## Demografia
| Rok             | 2008 | 2016 | 2024 |
| --------------- | ---- | ---- | ---- |
| Liczba ludności | 591  | 583  | 591  |